# Leucocelis zernyi
Leucocelis zernyi är en skalbaggsart som beskrevs av Knirsch 1944. Leucocelis zernyi ingår i släktet Leucocelis och familjen Cetoniidae. Inga underarter finns listade i Catalogue of Life.